# Taubenturm (Mounthooley)

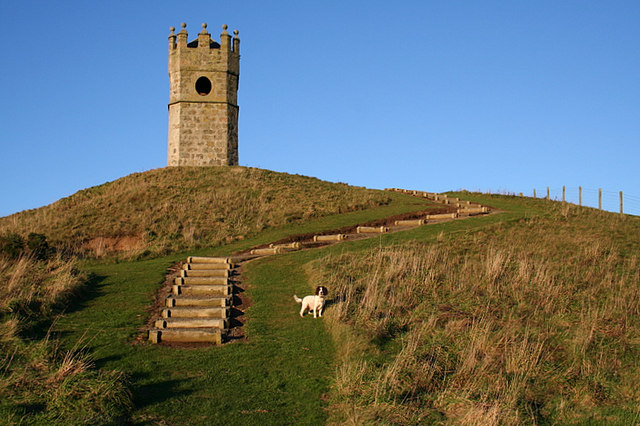
Panorama des Taubenturms von Mounthooley

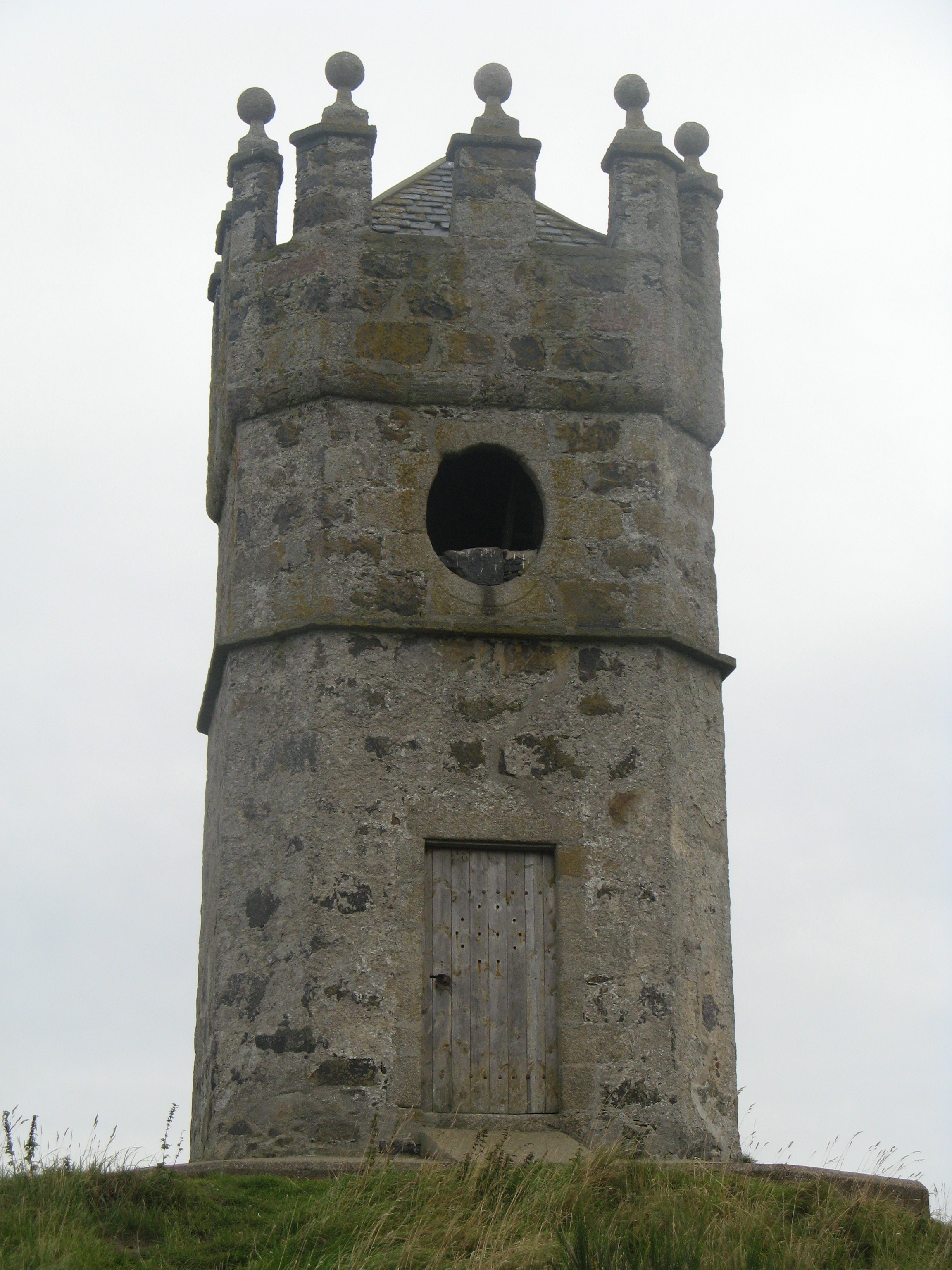
Nahansicht der Westfassade

Der Taubenturm von Mounthooley ist ein Taubenturm nahe der schottischen Ortschaft Peathill in der Council Area Aberdeenshire. 1971 wurde das Bauwerk in die schottischen Denkmallisten in der höchsten Denkmalkategorie A aufgenommen.

## Beschreibung
Der im Jahre 1800 errichtete Taubenturm steht auf der Anhöhe Mounthooley, auch Holy Mount genannt, rund einen Kilometer westlich von Peathill. Der isoliert stehende Turm ist auch seeseitig vom Moray Firth aus zu sehen und bildet sowohl landseitig als auch für Schiffe in der Rosehearty Bay eine Landmarke. Der Turm ist sowohl als Taubenturm als auch als Folly zu verstehen.
Das Mauerwerk des hohen Taubenturms besteht aus Bruchstein mit granitenen Natursteindetails. Seine Fassaden sind mit Harl verputzt. Er weist eine quadratische Grundfläche mit einer Seitenlänge von rund 3,7 Metern auf. Durch seine abgeschrägten Kanten entsteht jedoch ein pseudo-oktogonaler Grundriss. Die Eingangstüre befindet sich an der Westseite. Sowohl die West- als auch die gegenüberliegende Ostfassade sind mit ovalen Fenstern ausgeführt. Unterhalb läuft ein schlichtes Gurtgesims um. Oberhalb läuft eine schwach auskragende Pseudo-Zinnenbewehrung mit abschließenden Kugeln um. Dahinter erhebt sich das schiefergedeckte Pyramidendach.
Im Inneren sind entlang der Wände etwa 300 Nistkästen gereiht. Sie bestehen aus Backstein.